# 日本作業療法士協会
一般社団法人日本作業療法士協会（にほんさぎょうりょうほうしきょうかい）は、作業療法士によって構成される社団法人。1966年（昭和41年）に設立され、法人の設立は1981年（昭和56年）である。作業療法に関する啓蒙、啓発活動や作業療法士の利益を守るための政治活動、ロビー活動などを行っている。

## 所在地
- 本部所在地　東京都台東区寿1-5-9　盛光伸光ビル

## 会長
- 現会長 中村春基
- 前会長 杉原素子 現日本作業療法士連盟会長